# Dolmen des Blaquières
Le dolmen des Blaquières est un dolmen situé dans la commune de Vence, dans le département des Alpes-Maritimes en France.

## Description
Le dolmen est inclus dans un tumulus ovale complètement arasé de 14 m sur 12 m. C'est un dolmen à couloir orienté au sud-ouest. Il comporte une chambre funéraire de 2,20 m de long sur 1,80 m de large précédée d'un couloir long de 2,80 m et large de 0,90 m.
Des fragments d'ossements humains y ont été retrouvés. Le mobilier archéologique découvert comprend un petit outillage (silex, armatures perçantes, fragment de lame, alènes en cuivre), des éléments de parure (pendeloques, perles) et des tessons de poteries. L'ensemble est daté du Néolithique final (Culture campaniforme)/Bronze ancien.